# TBN 차차차 (대전)
권순원, 윤희영의 TBN 차차차는 TBN 대전교통방송, TBN 충남교통방송(대전·세종·충청 FM 102.9MHz, 충남 FM 103.9MHz, 천안·아산 FM 103.1MHz)에서 평일 오후 2시 5분부터 3시 55분까지 방송되는 대전과 세종 충남권지역의 라디오 트로트 음악 프로그램이다.

## 프로그램 소개
- 나른한 오후 시간, 신속정확한 교통정보와 함께 센스만점 퀴즈,재미난 꽁트,신나는 트로트로 스트레스를 날려버리고 청취자와 함께하는 방송으로 누구나 부담없이 참여하고 즐겁게 들을수 있는 프로그램을 제작하고자 한다.

## 요일코너
- 월요일 - 채연이의 추천 트롯 : 한 주간 집중탐독해야만 하는 트롯 추천 시간
- 화요일 - 차차차 트롯 라이브 : 인기가수와 함께하는 즐거운 라이브 무대
- 수요일 - 박성현의 쏭투게더 : 가수 박성현과 함께하는 즉석 신청곡을 듣는 시간
- 목요일 - 애창곡 완정정복 : 싱어송 라이터 김정호 작곡가가 출연해 힛트곡에 담긴 사연을 소개한다
- 금요일 - 꼰대와 MZ 사이 : 라떼와 MZ와 생각 차이를 통한 세대 통합 프로젝트